# Europol

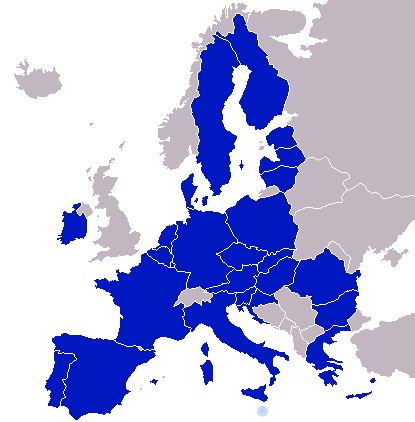
Harta membrilor Europol

Europol (oficial Agenția Uniunii Europene pentru Cooperare în Aplicarea Legii) este agenția de aplicare a legii a Uniunii Europene. Înființată în 1998, agenția are sediul în Haga, Olanda, și servește drept centru principal pentru coordonarea informațiilor criminale și sprijinirea statelor membre ale UE în eforturile de combatere a criminalității grave și organizate, precum și a terorismului.
Obiectivul principal al Europol este de a îmbunătăți eficiența și cooperarea între agențiile de aplicare a legii din statele membre ale UE. Pentru a atinge acest obiectiv, Europol facilitează schimbul de informații și date, oferă sprijin analitic, instruire și expertiză specializată. Printre principalele domenii de interes se numără traficul de droguri, traficul de persoane, criminalitatea informatică, spălarea banilor și lupta împotriva terorismului.
Agenția nu deține puteri executive: oficialii săi nu pot aresta suspecți, desfășura investigații independente sau acționa fără aprobarea autorităților competente din statele membre.

## Istorie
Europol își are originile în TREVI, un forum de cooperare în domeniul securității creat în 1976 între miniștrii de interne și justiție ai Comunității Europene. Inițial, TREVI s-a concentrat pe combaterea terorismului internațional, extinzându-și ulterior domeniul de activitate pentru a include și alte forme de criminalitate transfrontalieră.
La Summitul European de la Luxemburg din 28-29 iunie 1991, cancelarul german Helmut Kohl a propus înființarea unei agenții europene de poliție similare Biroului Federal de Investigații (FBI) din Statele Unite, punând bazele cooperării polițienești europene. Consiliul European a aprobat inițiativa, iar pe 26 iulie 1995 a fost semnată Convenția Europol, care a intrat în vigoare pe 1 octombrie 1998, după ratificarea sa de către toate statele membre.
Pe 1 ianuarie 2010, Europol a fost reformată ca agenție a UE, din motive precum sprijinul sporit acordat statelor membre în combaterea criminalității grave și organizate, controlul bugetar al Parlamentului European și simplificarea administrativă.

## Activitate
Europol este mandatată de Uniunea Europeană (UE) pentru a asista statele membre ale UE în lupta împotriva criminalității internaționale. Activitățile Agenției Europol includ analiza și schimbul de informații, cum ar fi informațiile criminale, coordonarea acțiunilor de investigație și operațiunilor comune, precum și sprijinirea echipelor comune de investigație.
Evaluarea amenințărilor criminalității grave și organizate a UE (SOCTA) din 2017 a identificat opt domenii prioritare ale criminalității:
- criminalitatea informatică;
- producția, traficul și distribuția de droguri;
- contrabanda umană;
- crimele organizate de proprietate;
- traficul de persoane;
- finanțele criminale și spălarea banilor;
- frauda documentelor;
- comerțul online cu bunuri și servicii ilicite.

Europol colaborează cu alte instituții ale UE, cum ar fi Agenția Uniunii Europene pentru Formare în Materie de Aplicare a Legii (CEPOL) și Oficiul European de Luptă Antifraudă (OLAF). Europol asistă Consiliul European și Comisia Europeană în definirea și dezvoltarea priorităților strategice și operaționale în domeniul securității.

### No More Ransom
Programul „No More Ransom” este o inițiativă globală de combatere a criminalității informatice, în special a atacurilor de tip ransomware, lansată în 2016, alături de parteneri precum Intel și Kaspersky Lab. Scopul principal al programului este de a ajuta victimele atacurilor ransomware să își recupereze fișierele criptate fără a fi nevoite să plătească răscumpărarea cerută de atacatori.
Programul oferă o platformă online care include instrumente de decriptare gratuite pentru victimele unor atacuri ransomware specifice și furnizează informații despre cum să se protejeze utilizatorii de aceste tipuri de atacuri. Scopul programului este nu doar de a sprijini victimele, ci și de a reduce profitabilitatea pentru infractorii cibernetici, descurajând astfel atacurile ransomware.

### Stop Child Abuse - Trace an Object
Programul „Stop Child Abuse - Trace an Object” este o inițiativă globală lansată de Europol în colaborare cu autoritățile internaționale, care vizează combaterea abuzului sexual asupra copiilor, în special distribuirea de materiale ilegale care înfățișează abuzuri asupra minorilor. Scopul programului este să ajute autoritățile să identifice victimele și autorii infracțiunilor folosind tehnologia pentru a urmări obiectele din imagini și videoclipuri care sunt distribuite online.
Programul se bazează pe o tehnologie inovativă de identificare a obiectelor din imagini și videoclipuri, care poate fi utilizată pentru a urmări și identifica obiecte sau locații specifice ce apar în materialele ilegale. Aceasta ajută autoritățile de aplicare a legii să adune informații importante care pot duce la identificarea abuzatorilor și a victimelor.
Până în mai 2024, Europol a contribuit la salvarea a peste 700 de copii și arestarea a circa 230 de infractori.
1. ↑   https://web.archive.org/web/20091015041330/http://www.europol.europa.eu/index.asp?page=news&news=pr991001.htm Lipsește sau este vid: |title= (ajutor)
2. ↑   https://www.europol.europa.eu/about-europol/statistics-data Lipsește sau este vid: |title= (ajutor)
3. ↑   https://www.europol.europa.eu/content/budget-and-staff-establishment-plan-2016 Lipsește sau este vid: |title= (ajutor)
4. ↑  „Luxembourg European Summit – Conclusions of the Presidency (SN 151/3/91)”. www.europarl.europa.eu. European Parliament. iunie 1991. Arhivat din original la 11 iunie 2017. Accesat în 22 septembrie 2017.[sursa nu confirmă]
5. ↑  Bunyan, Tony (1993). „Trevi, Europol and the European state”.  În Bunyan, Tony. Statewatching the New Europe: Handbook on the European State. Statewatch. CiteSeerX 10.1.1.175.888 . ISBN 978-1-874481-02-7.
6. ↑  1998–2016 Looking Back, Moving Forward: One Hundred Meetings of the Europol Management Board (PDF). Luxembourg: Publications Office of the European Union. 2016. ISBN 978-92-95200-73-9. Arhivat din original (PDF) la 22 septembrie 2017.
7. ↑  Ten Years of Europol, 1999–2009 (PDF). The Hague: Europol. 2009. Arhivat din original (PDF) la 22 septembrie 2017.
8. ↑  „Convention drawn up on the basis of Article K.3 of Treaty on European Union, on the establishment of a European Police Office (Europol Convention)”. EUR-Lex. Official Journal of the European Communities. 26 iulie 1995. Accesat în 20 septembrie 2017.
9. ↑  1998–2016 Looking Back, Moving Forward: One Hundred Meetings of the Europol Management Board (PDF). Luxembourg: Publications Office of the European Union. 2016. ISBN 978-92-95200-73-9. Arhivat din original (PDF) la 22 septembrie 2017.
10. ↑  Ten Years of Europol, 1999–2009 (PDF). The Hague: Europol. 2009. Arhivat din original (PDF) la 22 septembrie 2017.
11. ↑  Shaw, Danny (15 februarie 2017). „Inside Europol”. BBC News (în engleză). Arhivat din original la 23 septembrie 2017. Accesat în 22 septembrie 2017.
12. ↑  „Agreement Details – Europol Convention”. www.consilium.europa.eu. Council of the European Union. Accesat în 20 septembrie 2017.
13. ↑  „Europe's intelligence 'black hole'”. POLITICO (în engleză). 3 decembrie 2015. Arhivat din original la 17 septembrie 2017. Accesat în 22 septembrie 2017.
14. ↑  „Council Decision of 6 April 2009 establishing the European Police Office (Europol) (2009/371/JHA)”. Official Journal of the European Union. L (121). 15 mai 2009. Accesat în 20 septembrie 2017 – via EUR-Lex.
15. ↑  Wolff, Sarah (2009). From The Hague to Stockholm: The Future of EU's Internal Security Architecture and Police Cooperation (PDF). The Hague: Netherlands Institute of International Relations Clingendael. Arhivat din original (PDF) la 23 septembrie 2017.
16. ↑  „BleepingComputer.com Is Now a Partner With No More Ransom!”. BleepingComputer (în engleză). Accesat în 18 decembrie 2024.
17. ↑  „The quiet scheme saving thousands from ransomware”. BBC News (în engleză). 26 iulie 2019. Accesat în 18 decembrie 2024.
18. ↑  „Update on Crowdsourcing Europol's "Stop Child Abuse – Trace an Object" Campaign”. bellingcat (în engleză). 15 iunie 2017. Arhivat din original la 20 septembrie 2017. Accesat în 22 septembrie 2017.
19. ↑  „Four victims of child abuse identified following week-long task force at Europol”. 24 mai 2024. Accesat în 2 septembrie 2024.